# Colom guatlla de Costa Rica
El colom guatlla de Costa Rica (Geotrygon costaricensis)' és un ocell de la família dels colúmbids (Columbidae), que habita la selva humida de muntanya de Costa Rica i l'oest de Panamà.